# Cinara paxilla
Cinara paxilla är en insektsart. Cinara paxilla ingår i släktet Cinara och familjen långrörsbladlöss. Inga underarter finns listade i Catalogue of Life.